# 但以理书第7章
《但以理书》第7章记载了“四獸的異象”。  
新巴比伦王国国王伯沙撒元年的一个夜晚，但以理看见了一个异象，引起他极大的关注。但以理向其他人描述這個異象，以及在夢中向他講解這個夢的人所解說的這個異象的意義。

## 梦
但以理看见天的四风陡起，刮在大海之上。有四个大兽从海中上来： 
1. 长有鹰翅的狮子（巴比伦帝國），
2. 口中衔着三根肋骨的熊（波斯帝國），
3. 有四个头、四个翅膀的豹（希臘帝國），
4. 极其强壮可怕的第四兽，有大铁牙，吞吃嚼碎，所剩下的用脚践踏（羅馬帝國）。

但以理问一位侍立者这一切的准确意义，他就告诉但以理，这四个大兽就是将要在地上兴起的四國。 